# ボーイスカウト日本連盟
公益財団法人ボーイスカウト日本連盟（ボーイスカウトにっぽんれんめい、英: Scout Association of Japan、略称: SAJ）は、「世界スカウト機構憲章に基づき、日本におけるボーイスカウト運動を普及し、その運動を通じて青少年の優れた人格を形成し、かつ国際友愛精神の増進を図り、青少年の健全育成に寄与すること」を目的とする文部科学省所管の公益法人（財団法人）である。2024年3月31日現在の加盟員数は77,780人。
イギリスで始まったスカウト運動は、秋月左都夫や北条時敬、蒲生保郷などにより日本に紹介された。その後、クラレンス・グリフィンなどの外国人がボーイスカウト団体を結成した。そして、1912年のベーデン＝パウエルの日本訪問により、日本各地で「少年団」が発足した。1922年4月13日、静岡県で開催された「第1回全国少年団大会」において、「少年団日本連盟」の結成が決議され、翌年の1923年、関東大震災時にはスカウトが奉仕活動を展開した。太平洋戦争の終戦直後、GHQはボーイスカウトの再建運動を許可しなかったが、少年団の指導者や日系2世のボーイスカウト出身者、GHQの民間情報教育局（CIE）の協力の上、1947年には一部の地域で試験的にスカウト活動が再開された。そして、1949年4月には、財団設立認可が下り、「財団法人ボーイスカウト日本連盟」が再発足した。1950年7月1日、日本連盟が国際事務局に復帰し、1956年には第1回日本ジャンボリーが開催された。また、1971年には日本初の世界ジャンボリーである第13回世界ジャンボリーが開催された。1995年には全部門への女子の加入が認められた。2022年にはボーイスカウト日本連盟創立100周年記念式典が開催された。
日本連盟は、世界スカウト機構に加盟している。日本連盟の加盟員の区分として、ビーバースカウト（小学校1年生 - 小学校2年生）、カブスカウト（小学校3年生 - 小学校5年生）、ボーイスカウト（小学校6年生 - 中学校3年生）、ベンチャースカウト（中学校3年生9月 - 高校3年生）、ローバースカウト（18歳以上25歳以下）がある。日本連盟の目標は、ボーイスカウトの組織を通じ、青少年がその自発活動により、自らの健康を築き、社会に奉仕できる能力と人生に役立つ技能を体得し、かつ、誠実、勇気、自信および国際愛と人道主義を把握し、実践できるよう教育することである。スカウト教育法では、「ちかい」と「おきて」の実践、班制教育、進歩制度、野外活動を取り入れている。日本連盟の組織形態は、日本連盟、都道府県連盟、地区、団、隊という形である。加盟員数は1983年をピークとして、減少しており、2023年度は1983年の23.4%であった。

## 歴史

### 設立までの前史
1908年1月の「スカウティングフォアボーイズ」の出版によって広まったスカウト運動の広がりは、同年イギリスに滞在していた秋月左都夫公使により、日本政府に紹介された。当時の文部大臣であった牧野伸顕は、広島高等師範学校（現在の広島大学）の校長だった北条時敬にボーイスカウトの調査を依頼した。北条はイギリス各地を回り、この運動の原因を調査し、本や制服を買い揃え、翌年に日本に帰国した。その後、広島高等師範学校で講演会や展覧会を行い、当時の内閣に対してボーイスカウト運動の導入を働きかけた。しかし、内閣が代わり、この提案は拒否された。そこで自身で同行付属中学校の校外活動にスカウティングを導入し、全国各地でスカウト教育法についての講演を行った。1910年には文部省督学官として英国留学から帰国した蒲生保郷が、英国ボーイスカウトに関する書籍を桂太郎首相と小松原英太郎文部大臣に贈呈し、政府に「日本でも少年団活動を検討すべし」との建白書を提出した。 また、「スカウティングフォアボーイズ」は、1910年に参謀本部の翻訳官であった榎本恒太郎が「少年兵団」の題名で刊行した。
スカウト運動に関心を寄せていた乃木希典大将は、1911年のイギリス訪問時に、ロンドンにてボーイスカウトの集会を視察し、ロバート・ベーデン＝パウエル卿とも会見した。その時に行われたスピーチは、後にベーデン＝パウエルの書物に引用された。また、同年には神奈川県横浜市在住の実業家であり、日曜学校の教師でもあった英国人クラレンス・グリフィンがイギリススカウト連盟の外国支部として「横浜第一隊」を結成した。メンバー構成は、英国人12名、米国人3名、デンマーク人2名、ノルウェー人1名で、「グリフィン隊」とも呼ばれた。これは、現在の国際ボーイスカウト第1団で、「日本初の公認のボーイスカウト団体」とされている。その他、兵庫県神戸市在住のイギリス人牧師フレデリック・ウォーカーがウォーカー隊（米国人を主とした27名）を結成した。1912年、ベーデン＝パウエルが世界一周旅行の最中、夢に出てきた聖パウロの「きみはあのすばらしい国、日本にいったか」という一言により、日本にも訪問した。6日間の滞在中、日本には正式なボーイスカウトの組織ができていなかったため、横浜第一隊（グリフィン隊）を視察した。また、日本訪問によって日本各地で「少年団」が発足した。

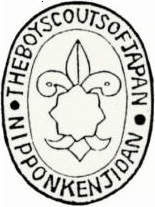
日本連盟の前身である「日本健児団」の印鑑

1916年8月、京都少年義勇軍によって日本のボーイスカウト団体による初野営（キャンプ）が琵琶湖畔の雄松崎（滋賀県志賀町）で行われた。1920年に、ロンドンで開催された第1回世界ジャンボリーに、日本からは「東京少年団」の小柴博、「北海道岩内少年団」の下田豊松、国際ボーイスカウト第1団（「横浜インターナショナル隊」）の鈴木慎（鈴木リチャード）の3名が参加した。小柴と下田の2人は5月11日に横浜港を出発し、船上にて偶然知り得た鈴木と共にイギリスへ向かった。鈴木は開会式で日本のプラカードを掲げた。また、8月1日の日曜日にウエストミンスター寺院にて礼拝した後に、ロンドンの行進イベントに参加した際、沿道からは「JAPAN」、「JAPAN」と連呼され、歓声の声が上がった。

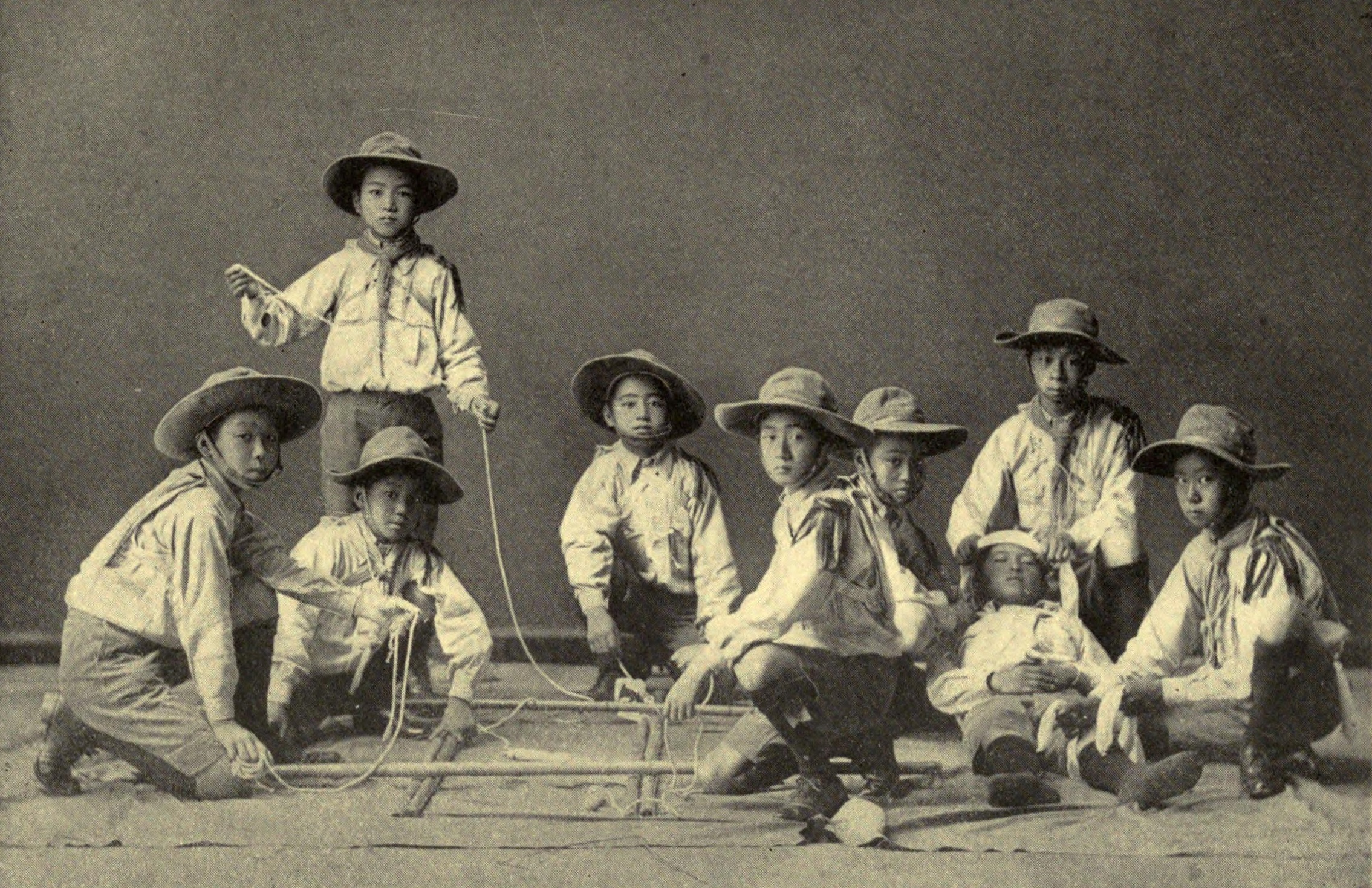
1922年頃

翌年の1921年、少年団の全国統一組織である「日本健児団」を創設し、正式加盟国として、英国の国際本部に登録した。同年、ロンドンにおいて、欧州訪問中の皇太子裕仁親王（後の昭和天皇）にベーデン＝パウエルが謁見し、英国ボーイスカウトの最高功労章であるシルバー・ウルフ章を贈呈した。また、ベーデン＝パウエルは「ボーイスカウトの精神は、日本武士道の精神の真髄を採用して行っている」といった意味の事柄も回答した。
ここに予が、かねてより聞き及んでいたエジンバラ市少年斥候隊の盛大な会合を見ることを得たのは大なる喜びとするところである。先に予がロンドンを去らんとする前日、諸子の最も尊敬する少年斥候隊長ベーデン＝パウエル中将は親しく予を訪問して、この運動が世界の人々は同胞であるという精神をもっており、然してこの運動の成功は、やがて世界永久の平和を建設するに貢献することが少なくないであろうと告げた。予はこの如く美しい精神を保持するこの運動が、当然収むべきあらゆる成功を勝ち得ることを切に祈ると共に、最近日本において同じ目的をもって起った少年団運動が、時を追うて今日ここに見るような進歩の域に達し、この運動の目的とする貴い使命を実現するに協力せんことを望むものである—皇太子裕仁親王
これが日本でも報道され、スカウト連盟結成の機運が高まった。翌年1922年4月、静岡で第1回全国少年団大会が開催され、日本各地から123名の首脳代表が集結し、規約草案の可決が行われた。そして、ボーイスカウト、各地の子供会、宗教少年部、日曜学校少年団などが統合され、「少年団日本連盟」が発足し、後藤新平が総裁に就任した。同月、英国エドワード・アルバート皇太子を迎え、東京で全国少年団員団技大会が開催された。1922年後半には日本の世界スカウト機構への加盟を認められた。

### 設立後
1923年、関東大震災時にスカウトが奉仕活動を展開した。全国の少年団から被災児童に救援品、教科書、文房具や慰問文などが送られ、それらを野外少国民学校の子どもたちに配給した。また、文部省内にあった少年団日本連盟の事務所が震災によって全焼した。1924年の第2回世界ジャンボリー（デンマークのコペンハーゲンで開催）および第3回国際会議に三島通陽ら24名が参加した。同年には、ボーイスカウト国際事務局に正式加盟した。その他、佐野常羽がギルウェル実修所に日本人として初めて入所した。また、機関紙『少年団研究』が発刊された。11月14日・15日に開催された第一回全国総会において後藤新平が総長に推戴され、山田耕筰が作曲し、葛原しげるが作詞した連盟歌『花は薫るよ』が採用された。1925年には、第1回指導者訓練所を山中湖畔で開設し、ちかい（宣誓）とおきてを制定した。1931年、佐野常羽がベーデン＝パウエルよりシルバーウルフ章を贈られた。また、1932年10月から、大阪を中心に少年団の敬礼をめぐる三指礼問題と呼ばれる対立問題が生じ、大阪の第四師団長寺内寿一らが、3本指で行う少年団の敬礼を新聞上で批判した。軍部からの圧力もあり、敬礼を五指礼に変える動きが生じ、大阪地方連盟は分裂し一時解散に至った。1935年7月、少年団日本連盟が財団法人化し、「大日本少年団連盟」に改称した。また、1941年1月、政府の方針により、大日本少年団連盟、大日本青年団（現日本青年団協議会）、大日本連合女子青年団、帝国少年団協会を解体し「大日本青少年団」に統合された。大日本少年団連盟は解散し、全国の少年団は大日本青少年団に統合されたが、基本財産とボーイスカウト精神を引き継ぐために「財団法人健志会」と名称を変更して法人格を存続した。1942年6月には、大日本青少年団が大政翼賛会の傘下となった。そして、1945年6月、大日本青少年団が解散し、「学徒隊」に再編され、その学徒隊も終戦とともに解散した。

### 戦後
終戦直後、連合国軍最高司令官総司令部（GHQ）は大日本青少年団を日本の軍国主義の温床と考えていたため、ボーイスカウトの再建運動を許可しなかった。1945年9月、文部次官通達の「青少年団体の設置並に育成に関する件」により、郷土を中心とする自発的な団体の復活、世界平和への貢献、軍国主義的色彩の一掃が謳われた。少年団の指導者や日系2世のボーイスカウト出身者、GHQの民間情報教育局（CIE）の協力の上、1947年には、制服は着ない、三指の敬礼はしないなどの条件付きで、東京で5隊、横浜で1隊が試験的にスカウト活動を開始した。再編成はアメリカのボーイスカウトを参考に進められた。1948年1月には、現在の機関誌『スカウティング』の創刊号にあたる機関誌『ジヤムボリー』が発行された。1949年4月には、財団法人健志会を基として財団設立認可が下り、「財団法人ボーイスカウト日本連盟」が再発足した。同年9月、戦後初の「第1回全国大会（全日本ボーイスカウト大会）」が皇居前広場で開催され、ボーイスカウトアメリカ連盟のスカウトから、ボーイスカウト日本連盟旗が寄贈された。また、最終日には戦後初の日の丸を掲げた公式パレードとなったスカウトパレードが挙行された。パレードは約3,600人、長さは1,200メートルになり、日比谷から東京駅までを行進した。
1950年7月1日、日本連盟がボーイスカウトの国際会議構成団体に復帰承認され、国際事務局に復帰した。また、10月には三島通陽が三島家別荘（栃木県那須塩原市）の土地と家屋を日本連盟に譲渡し、11月に那須野営場が開設された。那須野営場の敷地面積は84000 m2を超え、指導者訓練施設として利用されており、多くの指導者がここで訓練を受け、「ボーイスカウトの聖地」とも呼ばれる。1951年には三島通陽が第4代総長に就任し、1級スカウトの上に菊、隼、不二（富士）スカウトができた。1956年、初の日本ジャンボリーである第1回日本ジャンボリーが長野県軽井沢町で開催され、13,000人が参加した。1958年には、財政運営団体（財団法人ボーイスカウト日本連盟）と教育推進団体（任意団体ボーイスカウト日本連盟）に組織が分割され、団制度が開始された。

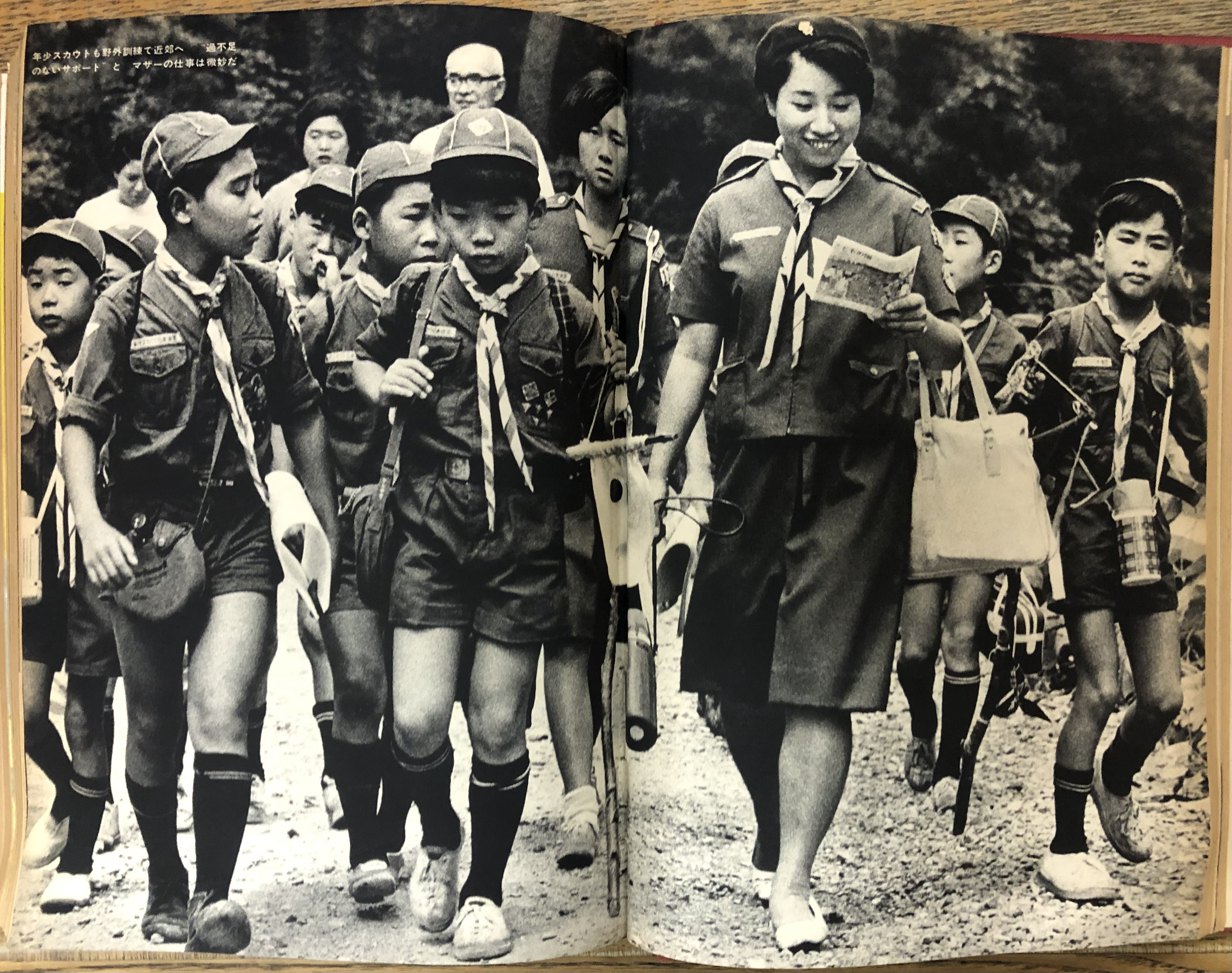
ボーイスカウトと指導者（『朝日ジャーナル』1967年11月5日号より）

1962年には、当時の最年少部門であるカブ部門の指導者に女子の加入が認められた。1964年東京オリンピック・1964年東京パラリンピックではスカウトが奉仕を行い、各競技会場内外の参加国旗の一斉掲揚や聖火リレーコースの清掃等などがされた。1966年6月27日には、スカウト運動の振興拡大を図ることを目的として、「ボーイスカウト振興国会議員懇談会」（ボーイスカウト振興国会議員連盟）が設立された。1970年、東京都三鷹市にボーイスカウト会館が設立された。1971年8月、日本初の世界ジャンボリーである第13回世界ジャンボリーが静岡県富士宮市で開催され、富士山麓朝霧高原に87カ国約23,000人の青少年が集った。その跡地には静岡県立朝霧野外活動センターが建立されている。また、同年には、第23回世界スカウト会議が東京プリンスホテルで開催され、昭和天皇が臨席した。1972年、沖縄返還により、沖縄のボーイスカウトが日本連盟へ正式移管された。また、ボーイスカウト日本連盟創立50周年事業が行われ、記念パレードが東京・銀座で実施された。1973年には分割されていた組織を「財団法人ボーイスカウト日本連盟」に組織が一体化され、試験研究法人に指定された。

### 現代

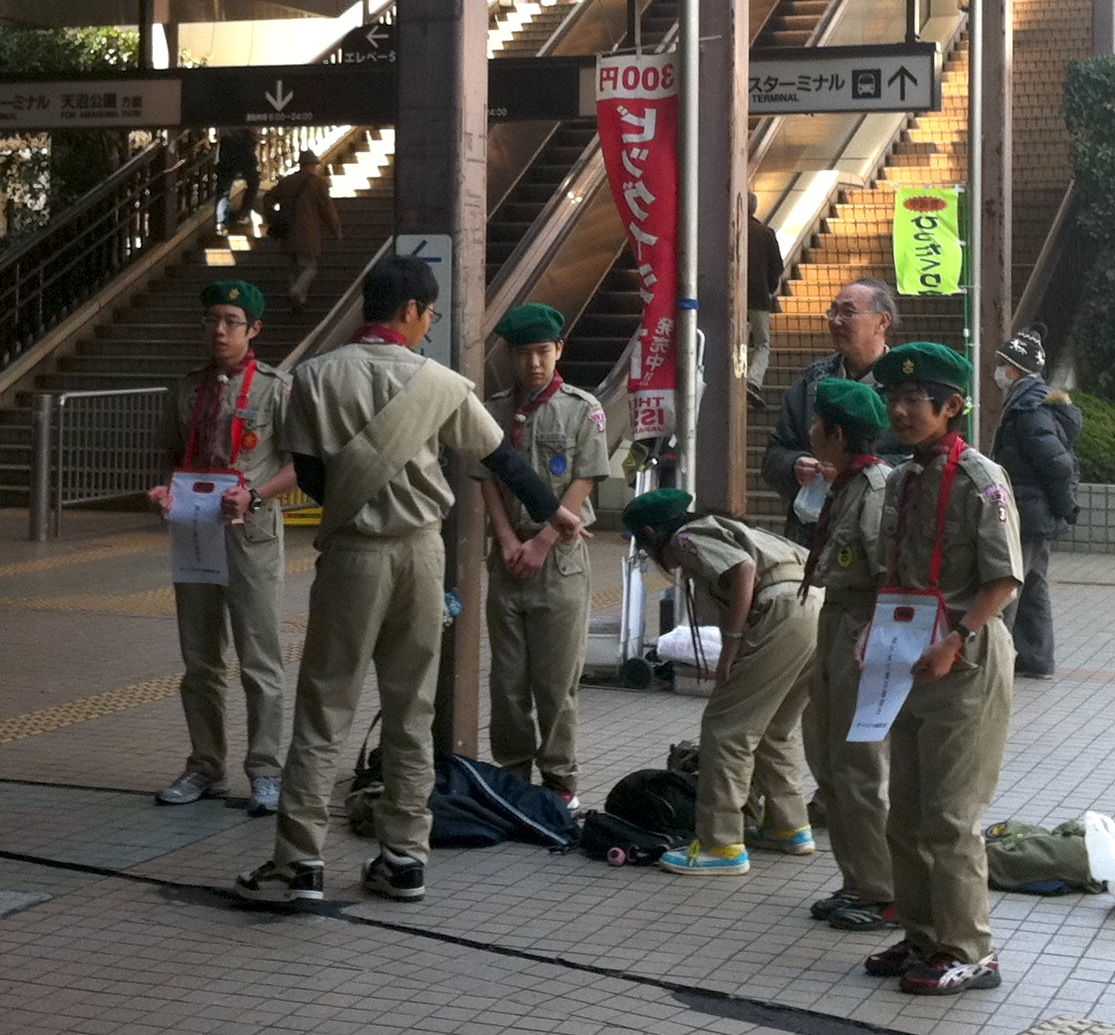
東日本大震災の後、募金を呼びかけるスカウトたち

1983年には、加盟員数と団数がピークとなり、加盟員数は331,895人、団数は3,919となった。また、1986年にはビーバースカウト部門が導入された。1988年、12項目あった「おきて」が8項目に整理統合された。1991年、9月15日を「スカウトの日」として制定し、全国的な奉仕活動を展開する日とした。「スカウトの日」は、1974年8月の第1回シニア－スカウトフォーラムにて、テーマ「よりよい社会を目指して、スカウトは何をなすべきか」の討議の結果、「スカウト奉仕の日」の全国展開を採択され、提案されたことを起源としている。
1991年、ローバースカウト部門への女子の参加が認められた。1994年5月、ボーイスカウト日本連盟中央審議会に「21世紀委員会」より答申書が提出された。答申書には6項目からなる提言が含まれており、その中に「スカウト教育の対象及びその年齢やプログラムの見直し、また、女子の加入の促進を始め、各部門の特色ある活動や体制づくりを常時検討する」という項目が含まれていた。その後、1995年5月の年次全国会議にて第5号議案「全部門への女子の加入に関すること及びその承認を求める件」が承認され、全部門への女子の加入が認められた。
同年の阪神・淡路大震災では、ボーイスカウト兵庫連盟を中心に復興支援活動奉仕が行われた。兵庫連盟は、震災翌日の1月18日に「兵庫県地震対策本部」を設置した。対策本部は兵庫県の対策組織に編入され、避難所15カ所の救援、奉仕活動の調整、管理と指導にあたった。西宮市にはボーイスカウト大阪連盟が震災直後から支援を行った。5月18日の報告によると、兵庫県内のスカウトと指導者延べ19,164名のほか、国内各地からスカウトと指導者が述べ14,746名が奉仕活動に参加した。
1997年には、日本連盟創立75周年中央式典が東京都日比谷公会堂で開催された。1999年、シニアー部門に換わる部門として、ベンチャースカウト部門が開始された。また、2001年には、日本連盟呼称の英文表記変更が承認され、5月20日に従来の「Boy Scouts of Nippon」から「Scout Association of Japan」へ変更になった。2007年、世界スカウト運動創始100周年記念事業を実施した。2010年、公益財団法人化に伴い、正式名称が「公益財団法人ボーイスカウト日本連盟」に変更された。

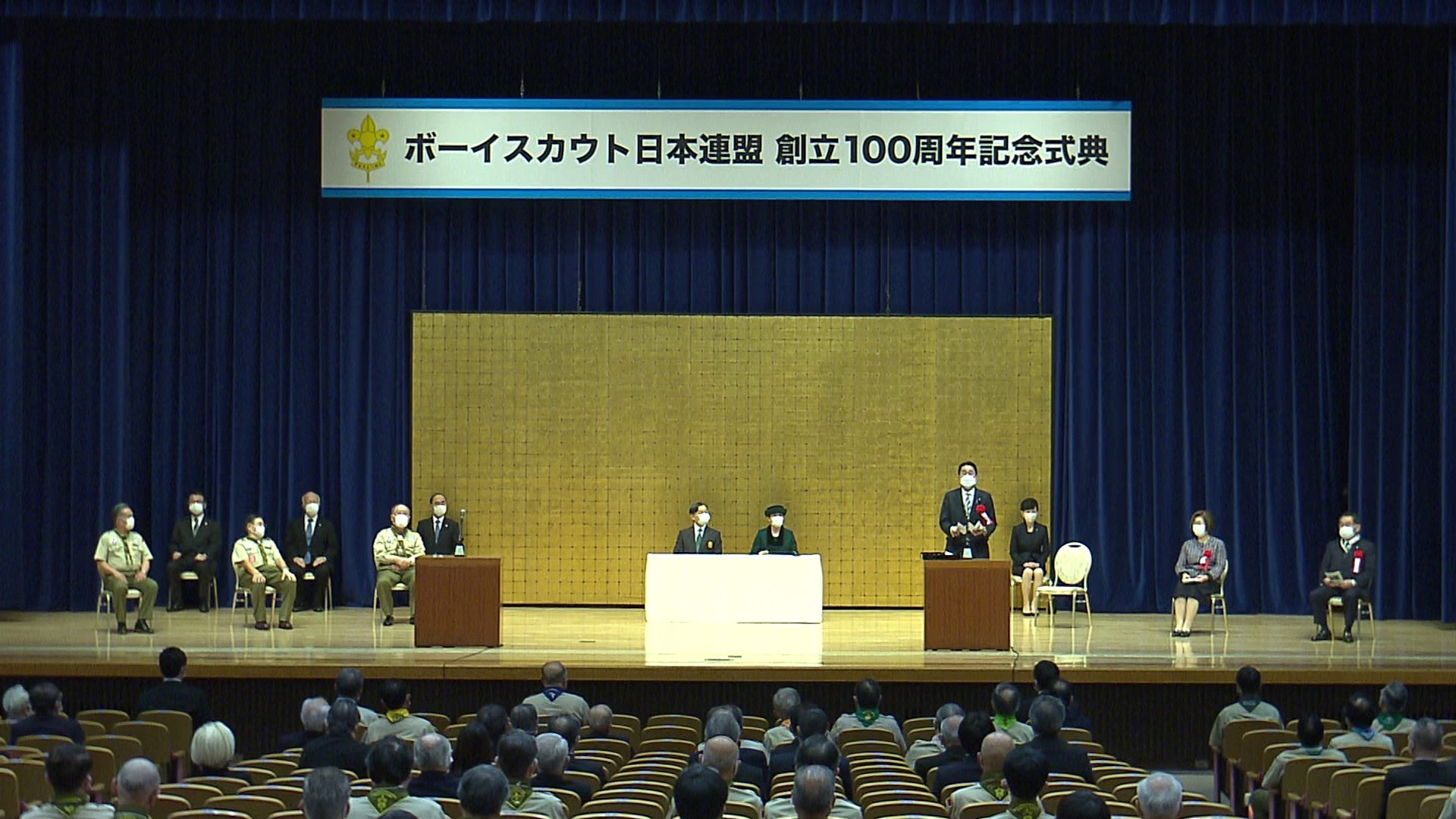
ボーイスカウト日本連盟創立100周年記念式典

2011年の東日本大震災では復興支援活動奉仕を行った。また、同年にはベンチャースカウト部門の新進歩プログラムが施行され、隼スカウトが再び制度化された。2015年には、第23回世界スカウトジャンボリーが山口県山口市阿知須きらら浜で開催された。2017年には、2016年に閉鎖された山中野営場に代わり、「大和の森」高萩スカウトフィールドが開設された。同年、ボーイスカウト部門・ベンチャースカウト部門の新進級課程が施行され、新課程では両部門の課程が一本化され、ベンチャー章、ターゲットバッジ、マスターバッジ、プロジェクトバッジが廃止された。また、同時に隊長認定の技能章が導入された。2022年、日本連盟創立100周年事業が実施され、第18回日本スカウトジャンボリーが東京都内の2会場を中央会場として全国各地で分散開催された。また、同年11月26日には、ボーイスカウト日本連盟創立100周年記念式典が開催された。式典には、天皇・皇后や内閣総理大臣岸田文雄が臨席した。2024年4月には、ボーイスカウトとベンチャースカウト部門の進級課程の改定が行われ、一本化されていた課程が切り離され、ベンチャー章などが追加された。また、紙媒体としての「スカウティング誌」は、2024年5月号をもって定期刊行を終了した。

### 年表
- 1922年（大正11年） - 少年団日本連盟設立。総裁：後藤新平、理事長：二荒芳徳[17]、国際事務局に登録[17]
- 1923年（大正12年） - 関東大震災。各種奉仕活動をスカウトが展開[59]
- 1924年（大正13年） - 機関誌｢少年団研究｣創刊[24]
- 1935年（昭和10年） - 法人格を取得し、財団法人大日本少年団連盟に名称変更[27]
- 1941年（昭和16年） - 政府方針により、大日本少年団連盟は、他の青少年団体とともに大日本青少年団に統合[37]
- 1947年（昭和22年） - ボーイスカウト日本連盟臨時中央理事会設立（戦後再建）[37]
- 1949年（昭和24年） - 財団法人ボーイスカウト日本連盟として再発足[37]
- 1956年（昭和31年） - 第1回日本ジャンボリー開催（長野県軽井沢）[37]
- 1958年（昭和33年） - 財政運営団体（財団法人ボーイスカウト日本連盟）と教育推進団体（任意団体ボーイスカウト日本連盟）とに組織を分割[37]
- 1972年（昭和47年） - 沖縄のスカウト運動、日本連盟に正式移行、日本連盟結成50周年記念事業
- 1973年（昭和48年） - 財団法人ボーイスカウト日本連盟に組織を一体化、試験研究法人指定[37]
- 1995年（平成7年） - 全部門への女子の加入を認める[46]
- 2010年（平成22年） - 財団法人から公益財団法人に移行[51]
- 2022年（令和4年） - 日本連盟創立100周年事業

### 歴代総長
| 1 |  | 後藤新平     | 1924年11月   | 1929年4月    |      |
| 2 |  | 齋藤實       | 1935年6月    | 1936年2月    |      |
| 3 |  | 竹下勇       | 1937年2月    | 1941年1月    |      |
| 4 |  | 三島通陽     | 1951年2月    | 1965年4月    |      |
| 5 |  | 久留島秀三郎 | 1966年5月    | 1970年9月    |      |
| 6 |  | 松方三郎     | 1971年5月    | 1973年9月    |      |
| 7 |  | 渡邉昭       | 1974年5月    | 2003年5月    |      |
| 8 |  | 佐波正一     | 2003年5月    | 2006年3月    | 代行 |
| 9 |  | 奥島孝康     | 2020年5月1日 | 2024年5月1日 |      |

## 部門
ビーバースカウト
小学校1年生から小学校2年生を対象とし、教育規程の範囲内で就学前の児童を受け入れることができる。
ビーバースカウトの活動は、スカウトの興味と保護者の要望を取り入れた活動の目標に沿って、スカウト自らの体験を通して行われる。ビーバースカウトの活動における課目には「生活」、「健康」、「自然」、「社会」、「表現」の5つがある。
ビーバースカウトは、1979年に他のスポーツ少年団など他の社会教育活動が小学校入学時から活動の対象としていることを意識して、カブスカウトよりも下の年齢の子どもを受け入れることを日本連盟が検討したのを始まりとしている。当時、全国でいくつかのカブスカウトが、小学1、2年生を活動に受け入れていた。1982年1月から2年間の実験段階、1985年1月から翌1986年5月までの試行段階があった。その後、1986年にビーバースカウトが発足した。
カブスカウト
小学校3年生から小学校5年生を対象としている。
カブは動物の子供という意味である。現在のカブスカウトの元である「ウルフ・カブ隊」は、1918年に横浜でボーイスカウト隊の指導に当たっていた英国人のグリフィンによる隊や、神戸のカナディアンスクール内にカナダ人によって組織されていた。日本人による最初のウルフ・カブ隊は、1923年12月に神戸市須磨で作られた。当時の神戸市長石橋為之助の要請で、古田誠一郎（日本連盟先達）自ら隊長となって創設され、日本連盟に登録された。
ボーイスカウト
小学校6年から中学校3年生を対象としている。
スカウト運動は「班制教育」、「進歩制度」、「野外活動」という3つの柱によって各年齢層に合ったプログラムが作られており、これは全ての部門において共通だが、運動の源流に基づき、ボーイスカウト部門はその中核をなしている。班制教育では班長と班員という構成で集団生活を送る。
ベンチャースカウト
中学3年生の9月から18歳の、主に高校生年代を対象としている。
旧制度におけるシニアースカウトは、「自主性」という点において充分なプログラムであったとは言えなかったため、ベンチャースカウトへと発展的に解消された。ベンチャースカウトは、ボーイスカウトと異なりプロジェクトに対して自主的な企画・計画、実行、評価・反省、報告が求められている。ボーイスカウトのような班制度はないが、活動ごとに活動チームという小グループを編成し、チーフを中心に自治を行うという形で班制教育を行う。ボーイ隊で取得した技能章はそのまま着用し、引き続き進級を進める。また、18歳に達したスカウトは、ローバー隊か指導者を選択することができる。
ローバースカウト
18歳以上25歳以下の青年を対象としている。
ローバー隊は自ら自治規則（憲章）を設定し、隊（クルー）の型を決め、自治原則により運営される。ローバー隊の活動は、ローバースカウト自らが実施する自己研鑽と、隊（クルーまたはグループ）が行う奉仕活動、社交活動及びその他のプログラム活動とによって行われる。

## 教育

### 教育目的・方法
私は、名誉にかけて、次の三条の実行をちかいます。

一. 神（仏）と国とに誠を尽くしおきてを守ります。

一. いつも、他の人々をたすけます。

一. からだを強くし、心をすこやかに、徳を養います。
１. スカウトは誠実である

２. スカウトは友情にあつい

３. スカウトは礼儀正しい

４. スカウトは親切である

５. スカウトは快活である

６. スカウトは質素である

７. スカウトは勇敢である

８. スカウトは感謝の心を持つ
日本連盟のスカウト教育の基本は、「ちかい」と「おきて」の実践を基盤とする。ただし、ビーバースカウトは「やくそく」と「きまり」を、カブスカウトは「やくそく」と「さだめ」の実践を基盤としている。日本連盟のモットーは、「そなえよつねに」である。英語では「Be Prepared」と呼び、これはベーデン＝パウエルが自身のイニシャル（B-P）から考案した。二荒芳徳による解説では、積極的（動的な備え）、消極的（静的な備え）の両面の意味があるとされている。スローガンは、「日々の善行」であり、スカウトは毎日進んで何か良いことをするとされている。スカウト教育法は、野外での活動を基本としている。スカウトは、自然の持つ力を観察し、その中で生活することで自らを発達、成長させる。また、自然の相互依存を理解することは環境のための行動へとつながるとされている。

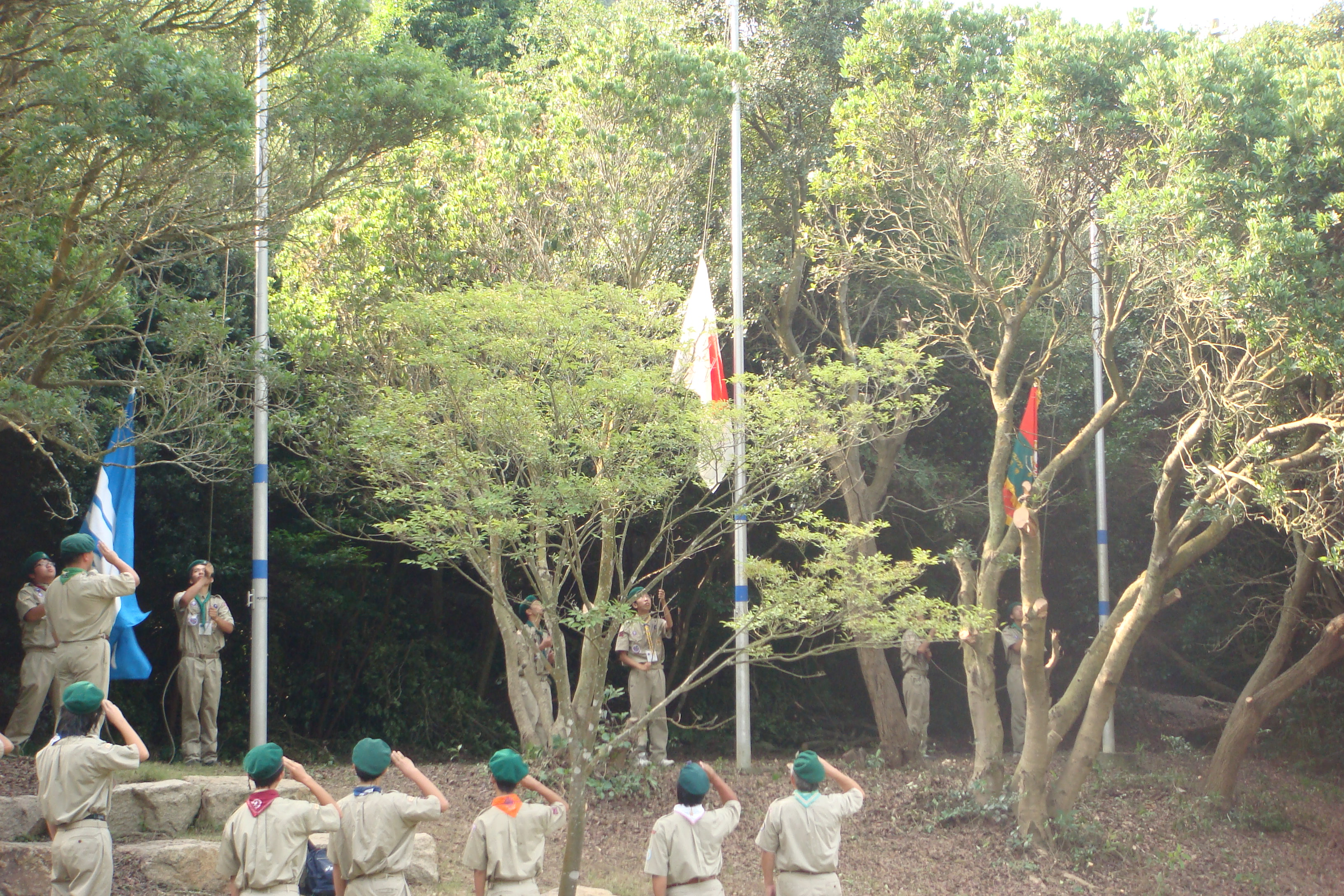
ベンチャースカウトによる国旗掲揚

1947年に制定されたおきては12項目あった。1988年の改正で12のうち「忠節を尽くす」、「人の力になる」、「従順である」、「純潔である」、「つつしみ深い」の5つが削除され、「感謝の心を持つ」が追加された。改正の理由として、日本連盟コミッショナーの福嶋正己は、「削除した項目の意味は改正後の8項の中にも含まれていること、また現代（当時）の子どもたちには理解しにくい難解な言葉である」としている。
ビーバースカウトは、スカウトが隊の活動への参加や家庭での生活指導によって、自然に親しみ、基本的な生活技能、社会性、表現力等を伸ばし、カブスカウトへの上進を目的としている。ビーバースカウトの活動の基本的な理念として「訓育」がある。カブスカウトは、スカウトが組や隊での活動及び家庭や近隣社会での生活指導に参加することによって、良い社会人としての基本を修得し、ボーイスカウトへの上進を目的としている。また、ボーイスカウトは、スカウトが班及び隊の活動に参加することによって自分の責務を果たし、野外活動を主とした体験学習を通して良き社会人たる資質の向上を図り、ベンチャースカウトへの上進を目的としている。ベンチャースカウトは、スカウトが隊や活動チームに参加し、「ちかい」と「おきて」の実践及びグループワークの手法を用いたプログラム活動を通して自ら考え行動し、その結果に責任を負うことができるように育てることを目的としている。また、ローバースカウトは、スカウトが「ちかい」及び「おきて」を各自の生活に、より強力に具現化する機会を与えるとともに、自らの有為の生涯を築き、社会に奉仕する精神と体力を養うことを目的としている。

### スカウト章

日本連盟のスカウト章

日本連盟のスカウト章は、フルール・ド・リスに鏡を重ねた図案にモットーが組み合わさっている。ユリの三つの花びらからなる「花形」は「スカウトのちかい」を、コンパスの針は「スカウトが常に正しい人生を進むこと」を示している。また、中央の古代日本の鏡は知性と反省を、左右2つの星は真理と知識を示している。花びらを束ねたロープは協力、共同を意味し、モットーを記した「巻き物」は「モットーを常に実行する姿勢」を表している。
少年団日本連盟時代の徽章の主要なモチーフである三種の神器について以下のように解説されている。
この鏡・剣・璽のうち鏡だけが、内省の意味を込めて、現在も存続している。
また、深尾韶が発行した『スカウト読本』には、以下のように記されている。

### 進歩制度
バッジシステムとも言われる進歩制度には、必須かつ共通のものである「修得課目」と、趣味や得意な技能を伸ばす「選択課目」があり、修得課目は活動を通じて修得に努力し、規定の課目を完修すると進級章が与えられる。
ボーイスカウト部門での進級は「スカウトバッジ」、「初級スカウト章」、「2級スカウト章」、「1級スカウト章」、「菊スカウト章」の5つ、ベンチャースカウト部門での進級は「アドベンチャーバッジ」、「ベンチャー章」、「隼スカウト章」、「富士スカウト章」の4つがある。ベンチャースカウト部門では富士スカウト章がその最高ランクかつ進歩上の到達点として設定されている。その他に、「技能章」という特定分野への選択科目も設定されている。また、信仰奨励プログラムとして、「信仰奨励章」と「宗教章」の2つがある。信仰奨励章はボーイスカウト（初級以上）、ベンチャースカウトが挑戦でき、宗教章はボーイスカウト（1級以上）、ベンチャースカウト、ローバースカウトが挑戦できる。日本連盟は、明確な信仰をもつことを奨励しているが、特定の宗教団体を支持することはないとされている。

### 富士スカウト

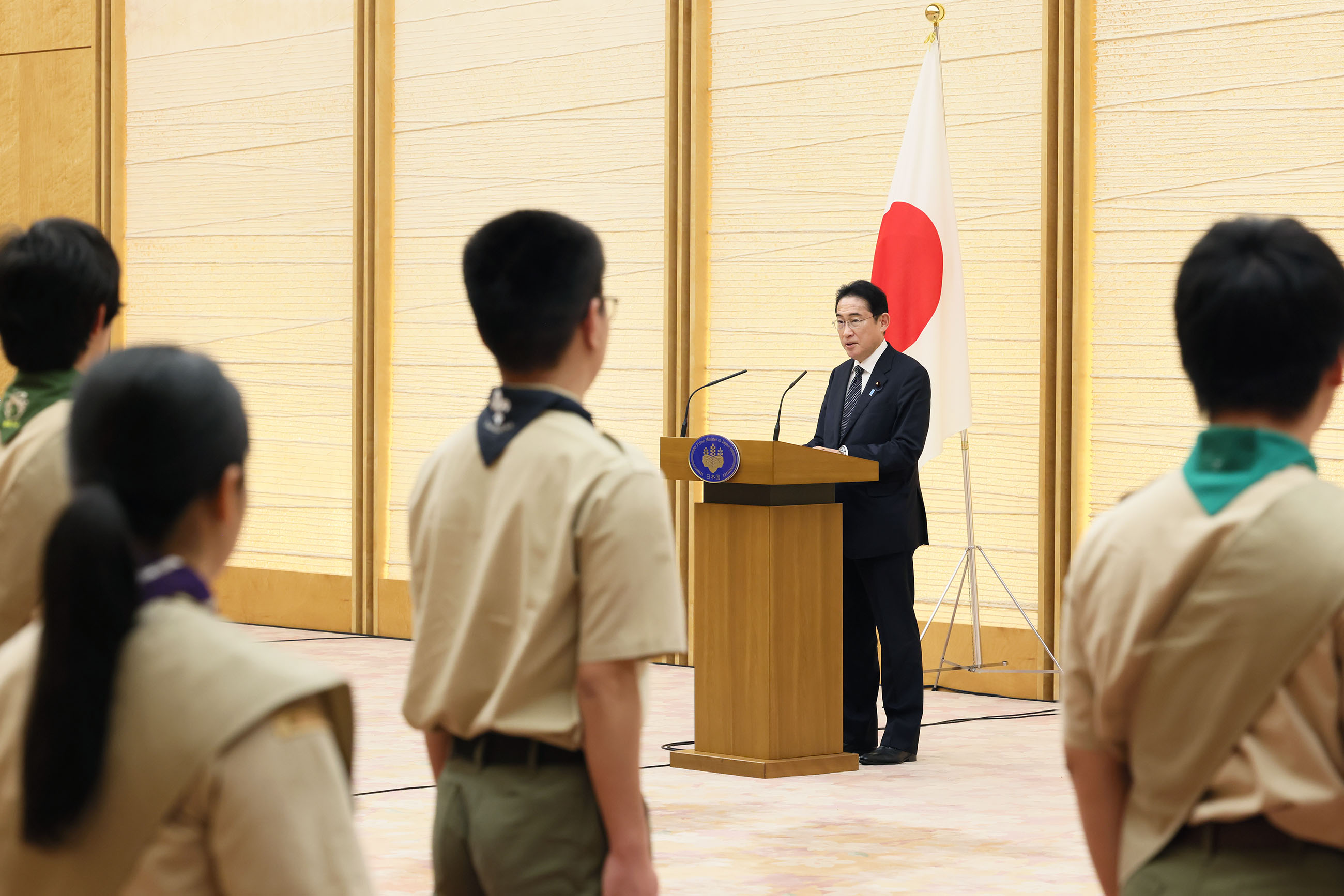
富士スカウト章受章者による内閣総理大臣岸田文雄への表敬

富士スカウト章を獲得したスカウトは富士スカウトと呼ばれる。スカウトの最高位である富士スカウトは、「社会の一員としての自律と責任、公共心を備えた、より良き公民となれるスカウトである」とされている。1955年から2021年現在までに約6,600人が富士スカウト章を受章している。富士スカウト章の授与は日本連盟理事長の名をもって行われ、地区又は県連盟の主催する授与式において行うことを原則としている。富士スカウトになるには、プロジェクトの計画・実施・報告ができ、奉仕の精神と社会の一員としての責任を持ち、社会貢献を果たせるリーダーとなる資質を身につけることが必要である。また、技能章を合計15個以上取得し、ちかいとおきて、奉仕、スカウト精神を実践することが要求される。富士スカウト章を取得したスカウトのうち、代表が赤坂東邸、首相官邸へ表敬訪問する。

### 日本スカウトジャンボリー

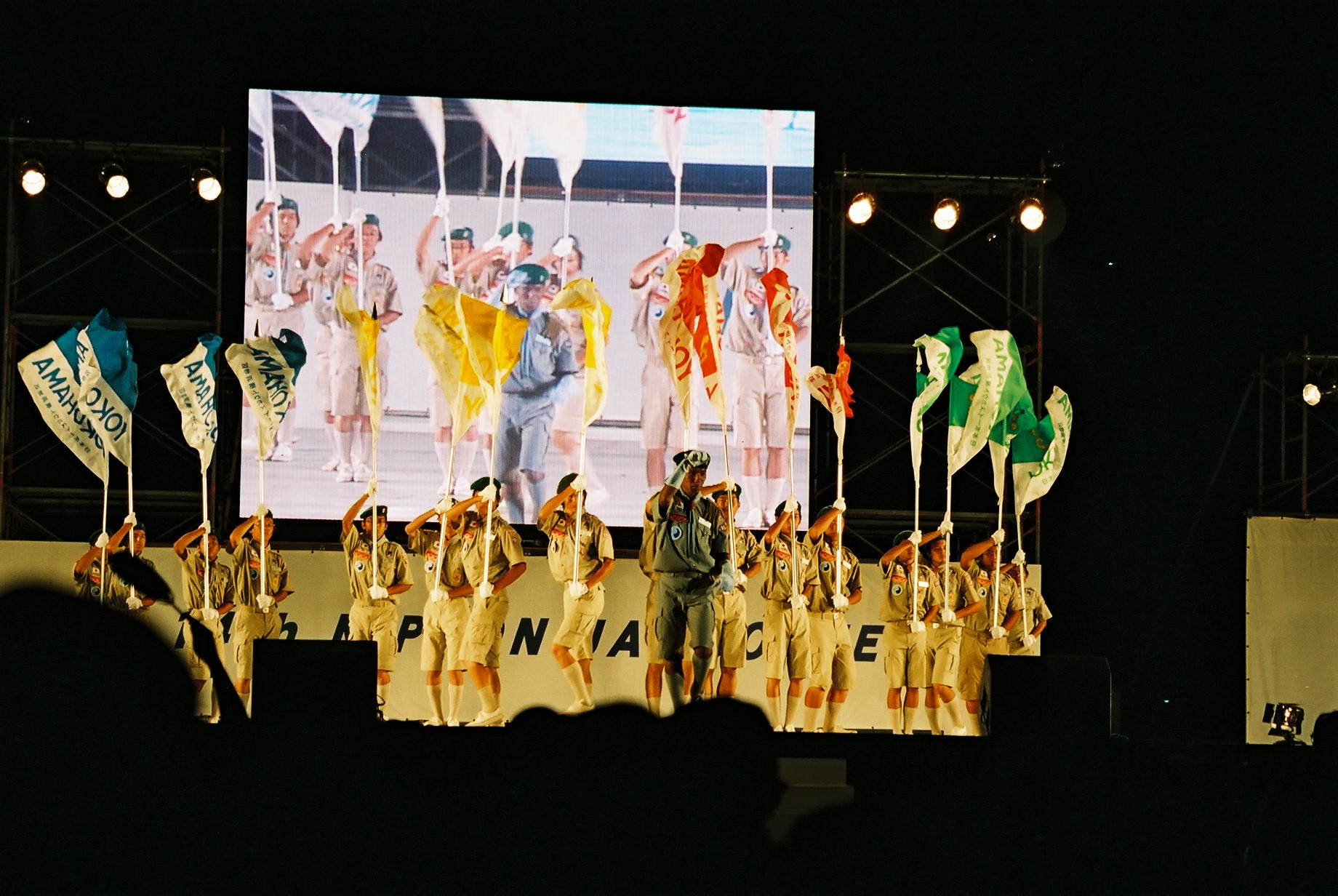
第14回日本ジャンボリー

日本スカウトジャンボリーは、日本連盟主催のボーイスカウト及びベンチャースカウトのキャンプ大会である。日本国内におけるボーイスカウトの最大の行事でもあり、4年ごとに開催されている。最初のジャンボリーは1956年に長野県軽井沢で開催され、13,000人が参加した。第15回までは2級スカウト以上で各派遣隊隊長が認めた者のみという規定が存在したが、第16回以降はボーイスカウト及びベンチャースカウトという条件に変更された。第18回日本スカウトジャンボリーは、日本連盟創立100周年記念大会であった一方、開催方式は初の分散型となった。

### 制服
日本連盟の制服は、主に上着、ベルト、ネッカチーフ、制帽からなる。上着は、長袖、半袖の2種類があり、世界スカウト記章などが付けられている。また、ネッカチーフは、隊で統一された色の三角形の布とされている。
『少年団研究』の創刊号に「少年団日本連盟における服装の基準を定めた」ことが記されている。

### 指導者訓練
日本連盟では、スカウトが良いプログラムを体験できるよう、成人指導者の研修を実施している。主に指導者向け、団指導者向け、指導者を養成するための指導要員向けの3種類がある。ボーイスカウトの指導者（リーダー）は、多くの場合、日本連盟が定める指導者訓練を修了した者に限られる。指導者訓練には部門ごとに実施されるもの（課程別）もある。
隊指導者の訓練
- 導入訓練（ボーイスカウト講習会）[101]：ボーイスカウト講習会を履修して修了となる[102]。
- 基礎訓練課程（ウッドバッジ研修所スカウトコース及び課程別研修）[101]：導入訓練課程を修了した加盟員に限り参加できる。スカウトコース（3泊4日野営）とその後の課程別研修（1日、8時間）の両方を履修して修了となる。スカウトコースの履修認定を受けた者は、ギルウェルウォッグル（皮紐製のチーフリング）を着用できる。
- 上級訓練課程（ウッドバッジ実修所）[101]：基礎訓練課程修了後所定の条件を満たすと参加可能。訓練はすべて課程別である。第一教程（課題研究）、第二教程（集合訓練）、第三教程（実務訓練）の順に履修して修了となる。修了者はウッドバッジ（2ビーズ）及びギルウェルスカーフを着用できる。

団委員の訓練
- 導入訓練課程（指導者と共通）
- 基礎訓練課程（団委員研修所）：導入訓練課程を修了した加盟員に限り参加可能。団委員研修所（2泊3日宿舎泊）を履修して修了となる。
- 上級訓練課程（団委員実修所）：第一教程（課題研究）、第二教程（マネジメントトレーニング：2泊3日の舎営）及び第三教程（実務訓練）に分けて行われる[103]。加盟員で団委員研修所履修後1年以上経過後に参加可能。

## 組織

### 全国組織
- 理事会
  - 常任理事会
  - 中央名誉会議
  - 委員会
- 評議員会
- 教育本部
  - 教育本部コミッショナー
  - 教育本部会議
  - 常任教育本部会議
  - 常設委員会
  - 特別委員会

### 都道府県連盟
47都道府県にそれぞれ1連盟、計47連盟がある。県連盟は、教育及び運営の機関として、県連盟総会、県連盟理事会、県連盟内コミッショナー会議、県連盟名誉会議及び県連盟の各種委員会を設けている。
| 都道府県 | 創立年 | 加盟員数（2023年度） | 団数（2023年度） |
| -------- | ------ | -------------------- | ---------------- |
| 北海道   |        | 813                  | 33               |
| 青森県   |        | 127                  | 6                |
| 岩手県   | 1949年 | 310                  | 7                |
| 宮城県   | 1949年 | 654                  | 15               |
| 秋田県   |        | 153                  | 6                |
| 山形県   | 1953年 | 185                  | 6                |
| 福島県   |        | 568                  | 21               |
| 茨城県   | 1951年 | 1,515                | 35               |
| 栃木県   | 1949年 | 903                  | 22               |
| 群馬県   | 1949年 | 921                  | 25               |
| 埼玉県   | 1949年 | 5,026                | 102              |
| 千葉県   |        | 4,307                | 84               |
| 神奈川県 |        | 6,811                | 114              |
| 山梨県   |        | 528                  | 10               |
| 東京都   | 1948年 | 11,728               | 215              |
| 新潟県   |        | 500                  | 14               |
| 富山県   |        | 756                  | 22               |
| 石川県   |        | 948                  | 22               |
| 福井県   | 1950年 | 434                  | 14               |
| 長野県   |        | 892                  | 22               |
| 岐阜県   |        | 1,261                | 22               |
| 静岡県   |        | 3,554                | 81               |
| 愛知県   | 1949年 | 8,007                | 161              |
| 三重県   |        | 506                  | 12               |
| 滋賀県   | 1949年 | 867                  | 21               |
| 京都府   | 1915年 | 2,120                | 55               |
| 兵庫県   | 1950年 | 4,937                | 98               |
| 奈良県   |        | 1,978                | 40               |
| 和歌山県 |        | 728                  | 16               |
| 大阪府   |        | 6,255                | 141              |
| 鳥取県   | 1949年 | 380                  | 9                |
| 島根県   | 1950年 | 388                  | 10               |
| 岡山県   | 1950年 | 777                  | 19               |
| 広島県   | 1949年 | 1,038                | 20               |
| 山口県   | 1948年 | 829                  | 19               |
| 徳島県   |        | 188                  | 8                |
| 香川県   | 1950年 | 412                  | 13               |
| 愛媛県   | 1950年 | 968                  | 26               |
| 高知県   |        | 105                  | 3                |
| 福岡県   |        | 1,703                | 39               |
| 佐賀県   | 1949年 | 314                  | 11               |
| 長崎県   |        | 311                  | 8                |
| 熊本県   |        | 570                  | 21               |
| 大分県   | 1949年 | 382                  | 9                |
| 宮崎県   |        | 354                  | 15               |
| 鹿児島県 |        | 306                  | 11               |
| 沖縄県   |        | 357                  | 11               |

### 地区
都道府県連盟は、地理的条件、地域の実状、加盟団の状況等を勘案し、運営を円滑にするため、県連盟が定める地域ごとに地区を設けることができる。また、地区は地区内の加盟団で構成する地区協議会を開催する。

### 団・隊
青少年に対してスカウト教育を行うための運営上の単位を「団」という。団は団委員会及びビーバーからローバーまでの各隊をもって標準とする。団は、団委員会を設け、ビーバースカウト隊、カブスカウト隊、ボーイスカウ ト隊、ベンチャースカウト隊及びローバースカウト隊の各1個隊ずつをもって構成することを標準としている。

#### 団委員会
育成会から団の運営のために選任された委員を団委員という。通常5人以上おり、各人に仕事を割り振るため、また団の現状を把握するために「団委員会」という会議を行う。その際の議長は団委員長がつとめ、団委員長は、団委員の互選で選出される。スカウトの教育訓練はリーダーが行うため、直接団委員会が携わることはない。一方で、団内の資産の管理、団の財政についての責任、団行事（夏期野営実施など）についての便宜、リーダーの選任やリーダーの訓練への便宜、スカウトの進歩の促進、入団・退団・上進・団の加盟登録などの手続き、スカウトの健康や安全などについては団委員会がこれを行うとされている。

#### 指導者
指導者は日本連盟の掲げる目的を達成するために、継続的かつ効果的にスカウト運動を推進している。また、基本方針に則った良質なプログラムをスカウトに提供し、スカウトがそのプログラムに主体的に参画することで成長し、よき市民として社会に貢献することが重要とされている。また、成人指導者は、スカウト運動の目的、原理、方法に賛同し、積極的に青少年のプログラム活動を支援する必要がある。

### コミッショナー
日本連盟や各県にはそれぞれコミッショナーがいる。スカウト運動におけるコミッショナーとは、日本連盟・都道府県連盟・地区において、特定分野を担任して指導にあたる役員のことである。
日本のボーイスカウトにおけるコミッショナーの任務は、スカウト運動の目的・原理・方法といった普遍的なものの周知・普及と、これらに則した適正な判断を行うことであり、スカウト運動の基幹である教育プログラムに関すること、青少年を支援する成人に関することなどの調整・実施・推進等を行うことである。また、このような任務から、コミッショナーは「良き社会人」であり「良き指導者」として模範を示す者でなければならないので、役割に応じて所定の研修を修了することが必要である。

### 財政
日本連盟の2020年度の収支は9億1026万円であった。加盟員の減少により、収入は年々減少している。そのため、2017年頃より、厳しい経営状況となっており、年間3億円に及ぶ管理費用すら賄えない状況になっていた。そのため2019年に7年ぶりとなる加盟登録料の改定を行った。改定により、2019年度は収入が1億6,000万円の増加となった。

### 加盟員数
| 年度               | 加盟員数 |
| ------------------ | -------- |
| 1983年（昭和58年） | 331,985  |
| 1988年（昭和63年） | 305,750  |
| 1993年（平成5年）  | 256,688  |
| 1998年（平成10年） | 236,367  |
| 2003年（平成15年） | 202,069  |
| 2008年（平成20年） | 167,367  |
| 2013年（平成25年） | 127,815  |
| 2018年（平成30年） | 98,587   |
| 2023年（令和5年）  | 77,780   |

日本連盟の加盟員数は1983年に最高となり、その後一貫して減少を続けている。1983年度の加盟員数は331,985人であったが、2023年度は77,780人となり、1983年の23.4%であった。2017年度には1960年代以来初めて100,000人を下回った。また、スカウト数は2006年から2016年の10年間で半減しており、2023年度は44,800人であった。日本連盟の推計によると、現状のままでは2032年のスカウト数は約5,000人になるとされている。
日本連盟は、1986年度にビーバースカウト部門を設置し、1995年度には全部門での女子スカウトの加盟を認めるなどしたが、この間、加盟登録数が増えることはなかった。加盟員数の減少により2017年には奥島理事長から「非常事態宣言」が出された。2018年の加盟員数の内、新規加入者数は10,340人、前年度からの非継続（中途退団）者数は15,839人であった。スカウティングの質に問題があるとされており、2006年に日本連盟組織拡充委員会が非継続者に対して行った聞き取り調査では、中途退団の主な理由として、プログラムの不評、隊指導者との人間関係、部活動、勉強、経済事情などがあった。また、2019年の全団調査では中途退団の主な理由として、ビーバースカウト・カブスカウトではその他の活動の優先、ボーイスカウトではクラブ活動優先、ベンチャースカウトでは学業優先が最多となった。
2019年度にはスカウトの新規登録が前年度に比べて5%増え、2022年3月末の登録状況では、ビーバー部門が前年比増となった。